# Purge (chanson)
Singles par Willow Smith
Emo Girl
(2022) psychofreak
(2022)
Purge est une chanson de Willow Smith en collaboration avec Siiickbrain sortie le 1er avril 2022.

## Accueil
La chanson est un mélange de la pop punk, du rock avec du trap metal, du rock alternatif et du metal alternatif. Le chant est très agressif. Cela a rappelé à la journaliste Emily Zemler les années 2000. Plusieurs publications ont noté que la chanson était la chanson la plus lourde de Willow à ce jour. La chanson est sortie 1er avril 2022 via Roc Nation.

## Clip
Le clip de Purge, auto-dirigé par Willow, a été mis en ligne sur YouTube une semaine avant la sortie de la chanson sur d'autres plateformes de streaming musical ,.
Dans le clip, les deux artistes se déplacent dans un entrepôt peu éclairé. Willow applique un tatouage sur le visage de Siiickbrain. Après s'être embrassés, le duo détruit la voiture dans laquelle ils se trouvaient à l'aide de battes de baseball.
Zemler a fait remarquer que, bien que le clip ait très probablement été filmé avant l'incident de gifle Will Smith-Chris Rock, où ce dernier a été giflé par le premier, le clip ressemblait à une déclaration pointue dirigée contre Rock en raison des deux chanteurs showcas. [leurs] têtes rasées », comme si c'était censé être une réponse aux blagues de Rock sur la calvitie de Jada Pinkett Smith. Brenton Blanchet a qualifié le clip vidéo de bon moment.

## Personnel
- Willow Smith - interprète, auteur-compositeur
- Siiickbrain - interprète, auteur-compositeur
- No Love for the Middle Child - producteur